# Station Aéroport Charles-de-Gaulle 2 TGV
Het station Aéroport Charles-de-Gaulle 2 TGV is een spoorwegstation op de  luchthaven Charles de Gaulle. Het is gelegen in de Franse gemeente Tremblay-en-France in het departement Seine-Saint-Denis.

## Geschiedenis
In 1994 is het station geopend.

## Het station
Aéroport Charles de Gaulle 2 is een station langs de Parijse RER (Lijn B) en ligt in de centrale zone van de Parijse luchthaven Charles de Gaulle. Het station is eigendom van de Franse spoorwegmaatschappij SNCF. Het tweede treinstation in de omgeving van de luchthaven is tevens het station voor de TGV en het eindpunt voor RER B.
Vanaf hier kan men overstappen op de CDGVAL. Het station van CDGVAL (Terminal 2-Gare) is in april 2007 geopend.

## Treindienst
| Serie         | Treinsoort          | Route | Bijzonderheden |
| ------------- | ------------------- | --- | --- |
| TGV 5000      | TGV (SNCF)          | [ Marseille-Saint-Charles – Avignon TGV – ] / [ Montpellier-Saint-Roch – ] Lyon-Part-Dieu – Aéroport Charles-de-Gaulle 2 TGV – Lille-Europe | |
| TGV 5200      | TGV (SNCF)          | [ [ Nantes – ] / [ Rennes – ] Le Mans – ] / [ Bordeaux-Saint-Jean – Saint-Pierre-des-Corps – ] Massy TGV – Aéroport Charles-de-Gaulle 2 TGV – [ Lille-Europe ] / [ Lille-Flandres ] | |
| TGV 5400      | TGV (SNCF)          | Bordeaux-Saint-Jean – Angoulême – Poitiers – Saint-Pierre-des-Corps – Massy TGV – Marne-la-Vallée - Chessy – Aéroport Charles-de-Gaulle 2 TGV – Champagne-Ardenne TGV – Meuse TGV – Lorraine TGV – Strasbourg-Ville | Rijdt driemaal per dag. Twee treinen via Meuse TGV, een via Aéroport Charles-de-Gaulle 2 TGV.                                                            |
| TGV 5450      | TGV (SNCF)          | [ Rennes – ] / [ Nantes – Angers-Saint-Laud – ] Le Mans – Massy TGV – Marne-la-Vallée - Chessy – Aéroport Charles-de-Gaulle 2 TGV – Champagne-Ardenne TGV – Lorraine TGV – Strasbourg-Ville | Twee treinen per dag. |
| TGV 9800      | TGV (SNCF)          | [ Luxemburg – Thionville – Metz-Ville – Strasbourg-Ville – Mulhouse-Ville – Belfort-Montbéliard TGV – Besançon Franche-Comté TGV – Dijon-Ville – Mâcon-Ville – ] / [ Brussel-Zuid – Lille-Europe – Arras – TGV Haute-Picardie – Aéroport Charles-de-Gaulle 2 TGV – [ Champagne-Ardenne TGV – Meuse TGV – Lorraine TGV – Strasbourg-Ville ] / [ Marne-la-Vallée - Chessy – [ Massy TGV – Le Mans – [ Laval – Rennes ] / [ Angers-Saint-Laud – Nantes ] ] / [ Creusot TGV – ] Lyon-Part-Dieu – [ Avignon TGV – Marseille Saint-Charles ] / [ Montpellier-Saint-Roch – Perpignan ] ] | Dagelijkse verbinding met Montpellier en Marseille. Perpignan - Brussel tweemaal per week.                                                               |
| Eurostar 9900 | Eurostar (Eurostar) | Amsterdam Centraal – Schiphol Airport – Rotterdam Centraal – Antwerpen-Centraal – Brussel-Zuid – [ Aéroport Charles-de-Gaulle 2 TGV – Marne-la-Vallée - Chessy ] / [ Chambéry-Challes-les-Eaux – Albertville – Moûtiers - Salins - Brides-les-Bains – Aime-La Plagne – Landry – Bourg-Saint-Maurice ] / [ Valence-Rhône-Alpes-Sud TGV – Avignon TGV – Aix-en-Provence TGV – Marseille Saint-Charles ] | Via HSL. Marne-la-Vallée - Chessy 2 keer per dag. Bourg-Saint-Maurice 1 keer per week in de winter. Marseille Saint-Charles 1 keer per week in de zomer. |

## Overstapmogelijkheden
- RATP
  - vijf buslijnen, waaronder de Roissybus

- Noctilien
  - drie buslijnen

- Cars Air France
  - drie buslijnen

- Busval d'Oise
  - één buslijn

- VEA
  - één buslijn

## Vorige en volgende stations
| Richting                                | Vorig station                | Lijn   | Volgend station | Richting    |
| --------------------------------------- | ---------------------------- | ------ | --------------- | ----------- |
| Robinson B2 Saint-Rémy-lès-Chevreuse B4 | Aéroport Charles de Gaulle 1 | RER B  | Eindpunt        | Eindpunt B3 |
| Terminal 1                              | Parc de stationnement PX     | CDGVAL | Eindpunt        | Eindpunt    |